# Hans Georg Willers

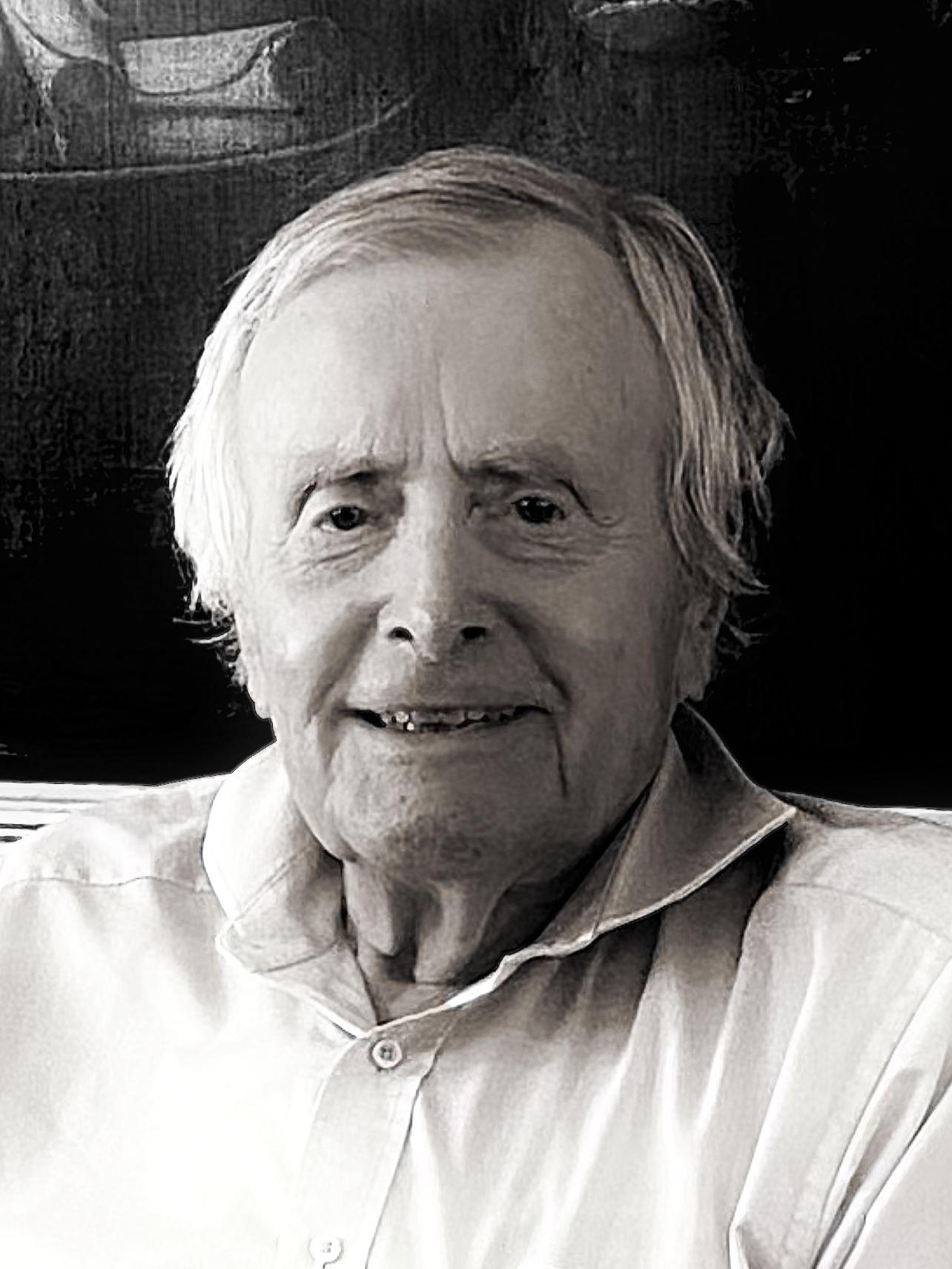
Hans Georg Willers

Hans Georg Willers (* 29. Juni 1928 in Oldenburg; † 13. November 2022) war ein deutscher Manager und früherer Vorstandsvorsitzender.

## Leben
Hans Georg Willers studierte Wirtschaftswissenschaften in Frankfurt am Main, wo er während des Studiums mit Freunden zusammen am 3. Mai 1949 die Akademische Vereinigung Hassia stiftete, wobei er zum Drittchargierten gewählt wurde. Im Laufe des Sommers wurde der Name in Corps Hassia zu Frankfurt geändert. Am 21. November 1949 wurde er Mitglied des Corps Austria. 1953 promovierte er an der Universität Köln zum Dr. rer. pol. Während der Promotion war er seit 1951 für den Krupp-Konzern tätig, wo er dann 1960 Geschäftsführer der Krupp Stahl GmbH in Düsseldorf wurde. 1964 wechselte er als Mitglied des Vorstands zur Stinnes AG nach Mülheim an der Ruhr und von dort 1978 als Vorsitzender des Vorstandes zur Thyssen Handelsunion AG in Düsseldorf.
1980 ging Willers zur Franz Haniel & Cie. GmbH in Ruhrort und blieb dort als Vorstandsvorsitzender und danach bis 1995 als Aufsichtsrat tätig.

## Auszeichnungen
Willers wurde 1997 zum Ehrenpräsidenten der Niederrheinischen Industrie- und Handelskammer ernannt. Ihm wurden außerdem das Bundesverdienstkreuz Erster Klasse und die Mercator-Plakette der Stadt Duisburg verliehen. Die Universität Duisburg-Essen verlieh ihm die Würde eines Ehrensenators.
Seit 2001 war er Ehrenvorsitzender des Aufsichtsrates der mediantis AG.

## Schriften
- Die grundsätzliche Problematik der Eisenpreisbildung auf dem europäischen Unionsmarkt, Köln (Dissertation) 1953
- mit Theo Siegert: Mergers & Acquisitions – Ein Strategisches Instrument. In: Herbert A. Henzler: Handbuch Strategische Führung, Wiesbaden 1988, S. 259–275.